# Alice Isaaz

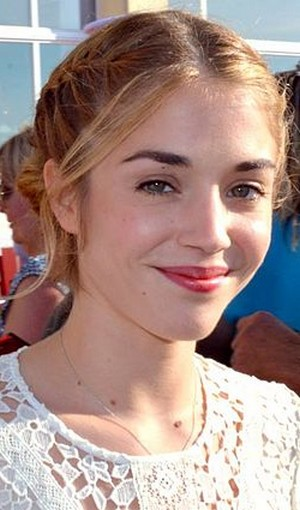
Alice Isaaz, 2015

Alice Isaaz (* 26. Juli 1991 in Bordeaux) ist eine französische Schauspielerin, die vor allem durch ihre Rollen in den Filmen Portugal, mon amour (2013) und Der Vater meiner besten Freundin (2015) bekannt ist.

## Leben
Isaaz wurde als Tochter eines Medizinvertreters und einer Apothekerin geboren. Ihre Schwester Lisa ist Journalistin. Mit 17 machte sie ihr baccalauréat scientifique in Reims. In den Ferien danach spielte sie im Kurzfilm Jeanne ihre erste Filmrolle. Danach besuchte sie zwei Jahre die Fee Class am Cours Florent. Ihre Schauspielkarriere begann sie im Jahr 2011 mit diversen Rollen in französischen TV-Formaten.

## Filmografie (Auswahl)
- 2011: Joséphine, ange gardien (Fernsehserie, Episode 14x03 Tout pour la musique)
- 2011–2012: Victoire Bonnot (Fernsehserie, 3 Episoden)
- 2012: Königsberg
- 2012: Agatha Christie: Kleine Morde (Les Petits Meurtres d’Agatha Christie, Fernsehserie, Folge 1x11 Le couteau sur la nuque)
- 2012: La Guerre du Royal Palace
- 2013: Portugal, mon amour
- 2013: Clean
- 2014: Notre Faust
- 2014: Fiston
- 2014: La Crème de la crème
- 2014: Les Yeux jaunes des crocodiles
- 2014: Après les cours
- 2014: L’héritière (Fernsehfilm)
- 2015: En mai, fais ce qu’il te plaît
- 2015: Der Vater meiner besten Freundin (Un moment d’égarement)
- 2015: Qui de nous deux
- 2016: Rosalie Blum
- 2016: Elle
- 2016: Espèces menacées
- 2017: La surface de réparation
- 2018: Der Preis der Versuchung (Mademoiselle de Joncquières)
- 2019: Calls (Fernsehserie, Episode 2x05 Manque d’amour)
- 2019: Der geheime Roman des Monsieur Pick (Le mystère Henri Pick)
- 2019: Play
- 2019: L’État sauvage
- 2020: Messe basse
- 2022: Im Taxi mit Madeleine (Une belle course)
- 2022: Couleurs de l’incendie
- 2022: Nachts im Museum: Kahmunrah kehrt zurück (Night at the Museum: Kahmunrah Rises Again) (Stimme)
- 2022: Notre-Dame (Miniserie, 6 Episoden)
- 2023: Apaches
- 2023: Le prix du passage
- 2023: Vivants
- 2023: 66-5 (Fernsehserie, 8 Episoden)

## Auszeichnungen
2014 erhielt sie auf dem Festival du Film de Cabourg den Swann d’Or als beste Nachwuchsdarstellerin für Les Yeux jaunes des crocodiles. 2015 war sie für den Film La Crème de la crème für den Prix Lumières in der Kategorie Beste Nachwuchsdarstellerin nominiert.